# Chiesa di San Michele Arcangelo (Vendoglio)
La chiesa parrocchiale di San Michele Arcangelo è l’edificio religioso di Vendoglio, frazione di Treppo Grande, in provincia e arcidiocesi di Udine. Fa parte della forania del Friuli Collinare e della Collaborazione Pastorale di Colloredo di Monte Albano.
Sulla piazza sorgono due edifici ecclesiastici, fronteggianti tra loro: da un lato la vecchia chiesa parrocchiale di San Michele Arcangelo, donata dalla Parrocchia all’Amministrazione Comunale di Treppo Grande che ne sta curando il restauro, in quanto oramai sconsacrata in favore della nuova eretta; dall’altro lato della piazza la chiesa nuova, eretta tra il 1909 ed il 1930, di dimensioni imponenti e dedicata al medesimo santo, il quale suggerisce una presenza longobarda in tempi antichi nel paese di Vendoglio.

## La chiesa vecchia
Il vecchio edificio sorge rialzato rispetto al piano stradale, su un terrapieno ovale ove anticamente si ergeva il castello medievale di Vendoglio, citato in molti documenti antichi. L’edificio, risalente al XIV secolo, è di fattura semplice: a navata unica con coro quadrato leggermente rialzato, tetto ligneo a capanna e corpo della sacrestia aggiunto nel corso dei rifacimenti del XIX secolo. La chiesa venne rimaneggiata nel 1843 con l’allungamento della navata ed il rifacimento completo della facciata, conclusa con quattro lesene e timpano triangolare sulla sommità. Nella medesima occasione venne ricollocato in loco il preesistente portale lapideo, opera elegante di Domenico da Tarcento, risalente al 1574.
Internamente la chiesa si presenta abbastanza spoglia. Di pregevolissima fattura il ciclo affrescale all’interno dell’edificio, ultima opera realizzata (ca. 1550-1553) dall’artista Gian Paolo Thanner prima della morte, sopravvenuta nel 1555. L’opera vendogliese si configura come un vero capolavoro del Thanner per la qualità artistica, tenuto conto che si tratta di una vera e propria eccezione, poiché già da diversi anni si era dedicato alle sole pale d’altare che, vista l’età del pittore (all’epoca del ciclo affrescale di Vendoglio aveva circa 80 anni), di certo risultavano meno impegnative.
Importante per la definizione dell’autore (in quanto l’opera non venne firmata) e della data di realizzazione dell’opera risulta essere un documento della Curia Arcivescovile di Udine nel quale si intimano “i camerari di San Michele in Vendoglio a scegliere un perito per stimare i lavori eseguiti dal pittore Joannes de Tarcento e liquidarne le competenze”.
Il ciclo affrescale ricopriva il coro della vecchia chiesa parrocchiale ed in particolare le pareti di fondo e quelle laterali, oltre che la volta a quattro vele. Molte le scene e le figure rappresentate: la più importante, senza dubbio, quella de “La Crocifissione” con “Teoria di Apostoli”, originariamente collocata nella parete di fondo del coro e traslata dopo il terremoto del 1976, con conseguente restauro, nella nuova chiesa parrocchiale.
Riconoscibili, nell’opera della vecchia chiesa, anche un “Padre Eterno in atteggiamento benedicente” con un globo bianco, nel quale è riconoscibile un paesaggio riconducibile a quello limitrofo a Vendoglio. Presenti altre figure di Santi, tra cui il patrono San Michele Arcangelo alato con una lancia in mano e San Giorgio, il santo guerriero, rappresentato a cavallo e con uno scudo crociato in mano. Adornano l’opera anche figure di profeti ed angeli cantori musicanti, con in mano dei cartigli con parole di inni sacri. Completano l’opera un leone, un angelo, un toro ed un’aquila, i quattro simboli rappresentativi dei rispettivi evangelisti Marco, Matteo, Luca e Giovanni.
Il ciclo affrescale venne danneggiato dagli eventi del 1976 e successivamente nel 1995 da un incendio che si sviluppò nella parte del coro della vecchia chiesa.
L’edificio ecclesiastico è spalleggiato dall’unico campanile, ora serviente la nuova chiesa parrocchiale, di realizzazione settecentesca (1763 - 1772), sorgente sull’area del vecchio castello, probabilmente nella zona del mastio o addirittura su quella di una precedente torre di avvistamento, posta in posizione strategica per controllare l’antica Iulia Concordia, strada scorrente poco lontano dal paese.

## La chiesa nuova
Dall’altro lato della piazza, elevata sopra una costruzione alla quale si accede da una scala articolata in due rampe, la nuova chiesa parrocchiale sempre dedicata a San Michele Arcangelo. L’edificio, in stile neogotico, nasce dal progetto di Don Angelo Noacco, parroco di Cassacco ben noto per aver progettato diverse chiese (non lontano da Vendoglio, il Duomo di Santo Stefano Protomartire in Buja, un altro edificio apportante la sua firma). Il progetto originale della chiesa venne rimaneggiato in corso d’opera dall’architetto Luigi Garlatti Venturini che ne seguì la costruzione durante gli anni, costruzione iniziata nel lontano 1909 e terminata solamente nel 1931. La consacrazione, operata dall’allora Arcivescovo di Udine Mons. Giuseppe Nogara, avvenne nel 1938.
L’edificio si presenta imponente per dimensioni e molto slanciato, caratteristica tipica dell’architettura neogotica, mentre la facciata a salienti prelude già la divisione interna della chiesa in tre navate. Il portale d’ingresso è protetto da un protiro, sopra il quale è visibile San Michele Arcangelo che trafigge il demonio. I due portali laterali sono invece protetti da un semplice portico a cuspide. Sopra i tre ingressi altrettante lunette con mosaici della scuola medesima di Spilimbergo, eseguiti su disegno di Fred Pittino: il mosaico centrale porta la raffigurazione di Gesù Buon Pastore, quello laterale di sinistra la memoria dell’Ultima Cena con l’istituzione dell’Eucarestia mentre quello laterale di destra porta i simboli rappresentativi dei quattro evangelisti (il leone per Marco, il toro per Luca, l’angelo per Matteo ed l’aquila per Giovanni) con il Libro del Vangelo aperto al centro e l’iscrizione: “Pax tibi Marce evangelista meo” (Pace a te Marco mio evangelista). Concludono la facciata un rosone centrale e due laterali e cinque tabernacoli a guglia sulla sommità.
Internamente la chiesa si presenta a tre navate, divise tra loro da due colonnati in marmo rosso di Verona. Alla fine della navata centrale il presbiterio, rialzato di cinque gradini rispetto alla navata centrale: si compone dell’altare Paolo VI, opera lignea di recente acquisto, dell’altare maggiore, opera realizzata in marmo appositamente per la nuova chiesa parrocchiale ed i due terrazzamenti in cornu evangelii (dal lato del Vangelo - a sinistra), ove prima degli eventi sismici del 1976 erano collocate le canne dell’organo, ed in cornu epistolae (dal lato dell’epistola - a destra) al di sopra. Chiude il presbiterio, e la chiesa tutta, l’abside a pianta semi circolare. Dando le spalle al presbiterio possiamo notare in controfacciata la secentesca pala d’altare raffigurante la Madonna con Bambino in gloria tra i Ss. Giorgio, Michele e Rocco, opera proveniente dalla vecchia chiesa parrocchiale, così come l’acquasantiera in marmo nero posta appena alla sinistra dell’ingresso centrale. Appena sotto la pala d’altare, incisa su di una lastra marmorea, l’iscrizione a memoria della consacrazione della nuova chiesa.
Di provenienza della vecchia chiesa anche i due altari laterali dedicati rispettivamente al Sacratissimo Cuore di Gesù ed alla Beata Vergine del Carmine. Vicino a quest’ultimo altare l’opera ad affresco de “La Crocifissione” con “Teoria di Apostoli”, originariamente collocata nella parete di fondo del coro della vecchia e traslata dopo il terremoto del 1976, con conseguente restauro, nella nuova chiesa parrocchiale.
Al centro è dipinto Gesù con ai piedi le Pie Donne (Maria e la Maddalena) e San Giovanni Apostolo. Ai lati del Crocifisso si trovano i due ladroni (molto rovinati, soprattutto il destro).
Dietro queste figure, in secondo piano, si vedono numerosi soldati a cavallo, vestiti con armature da cavalieri medievali. Sullo sfondo è dipinta una grande città bianca, circondata da alte mura; questa è la visione di Gerusalemme che poteva avere nel Cinquecento un pittore che probabilmente non era mai uscito dai confini della regione. Le montagne che compaiono alle spalle della città sono probabilmente quelle che si possono vedere da Vendoglio, guardando verso nord-est. In queste figure si nota la grande capacità del pittore di rappresentare i corpi, in particolare quello di Gesù, e la cura nel dipingere le vesti. I volti sono tra i più espressivi mai dipinti dall’artista nella sua lunga carriera.
Nella parte inferiore è rappresentata una Teoria di apostoli di cui restano solamente cinque figure, inserite all’interno di una cornice architettonica dipinta con grande abilità prospettica, come si può notare dal pavimento di marmo e dal soffitto a cassettoni di legno. Sullo sfondo appaiono gli alberi di un bosco o di un grande giardino.
Come sempre nella pittura di Thanner, ma anche di altri artisti, i Santi sono resi riconoscibili da degli oggetti che li caratterizzano: la prima figura a sinistra è quella di Sant’Andrea (identificato dalla croce a X); la seconda figura è quella di San Giacomo “Maggiore” (con il bastone da pellegrino e una lunga bisaccia); al centro c’è San Tommaso (con una squadra da muratore); ancora più a destra sono San Filippo (con una croce d’oro) e infine San Bartolomeo (con un coltello ricurvo). Gli apostoli indossano abiti molto preziosi, dipinti con grande attenzione per i panneggi e per i tessuti. Di fianco all’affresco la console del nuovo organo elettronico.

Gli eventi sismici del 1976 hanno messo a dura prova le esili strutture neogotiche della chiesa, tanto da richiedere in sede di restauro l’abbassamento della navata centrale, originariamente coperta da volte a crociera ed ora da un semplice tetto a capriate, alla quota di quelle laterali, con la conseguente perdita delle finestre del claristorio e profonda alterazione dell’integrità dell’organismo edilizio originario.

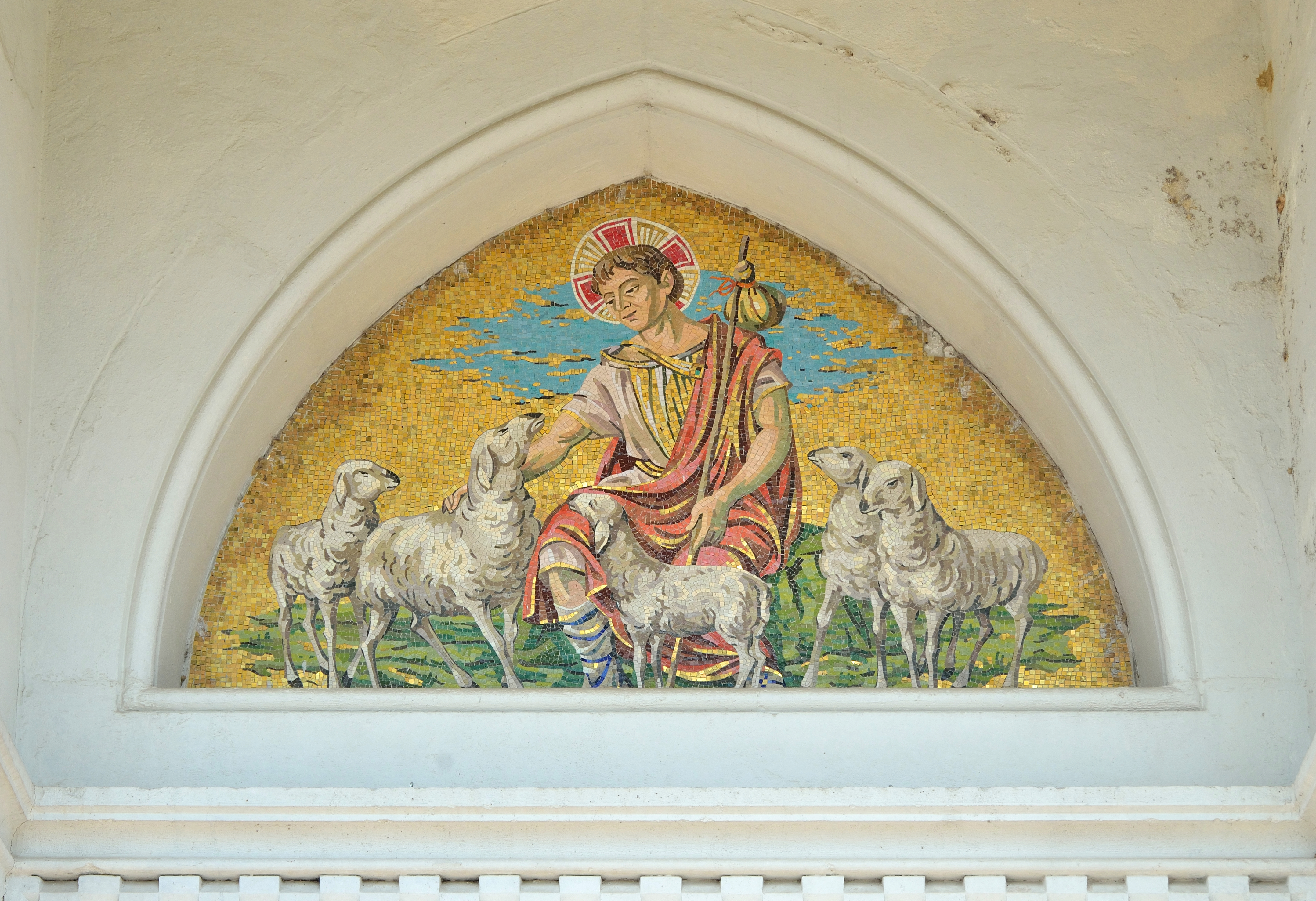
Il Buon Pastore